# Театральный сквер (Уфа)
Театральный сквер — сквер на Верхнеторговой площади Кировского района города Уфы, между Аксаковским народным домом и Торговым домом братьев Крестовниковых, напротив гостиницы «Агидель».

## Описание
В сквере установлены памятник Загиру Исмагилову и фонтанный комплекс со скульптурами «Семь девушек», а также находится здание билетной кассы Башкирского театра оперы и балета.

## История
В 1930-х годах у городских властей появилась идея объединить пространство Верхнеторговой площади по улице Ленина — от Аксаковского народного дома на улице Пушкина до сквера Ленина на Коммунистической улице — в центральную парадную площадь, а торговые дома братьев Крестовниковых, Косицкого и Иванова — Нобеля, и саму деловую функцию Верхнеторговой площади, со временем уничтожить. К 1942 году сквер уже существовал.
В 1948 году в юго-западной части площади был установлен памятник Иосифу Сталину в полный рост — типовая скульптура по модели С. Д. Меркурова (аналогично, типовая скульптура Ленина установлена в 1939 году в сквере Ленина в северо-восточной части площади). Заложенный сквер возле памятника с тех пор горожане называли Сталинским.
Памятник Сталину снесён в 1961 году — на его месте возникла клумба, из которой торчали свежепосаженные георгины, а сквер переименован в честь Дня Победы в Великой Отечественной войне.
18 октября 2008 года в сквере открыт памятник Загиру Исмагилову, а сквер переименован в Театральный.
В 2011 году в сквере находились летние шашлычные и пивные.
В 2015 году реконструирован ООО «Уралагротехсервис» к XX саммиту ШОС и VII саммиту БРИКС: летом запущен светомузыкальный фонтан со скульптурами «Семь девушек».

## Галерея

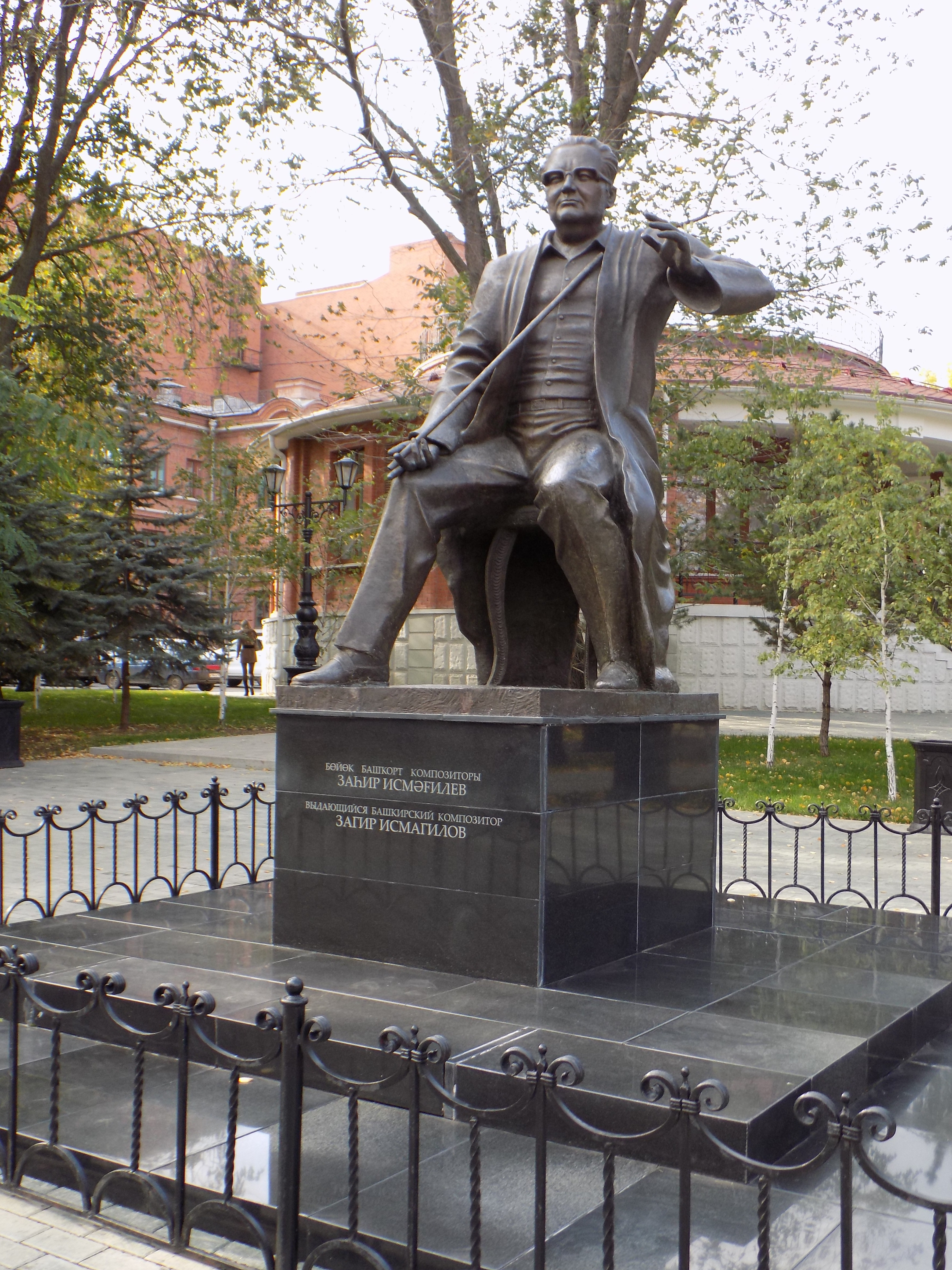
Памятник Загиру Исмагилову
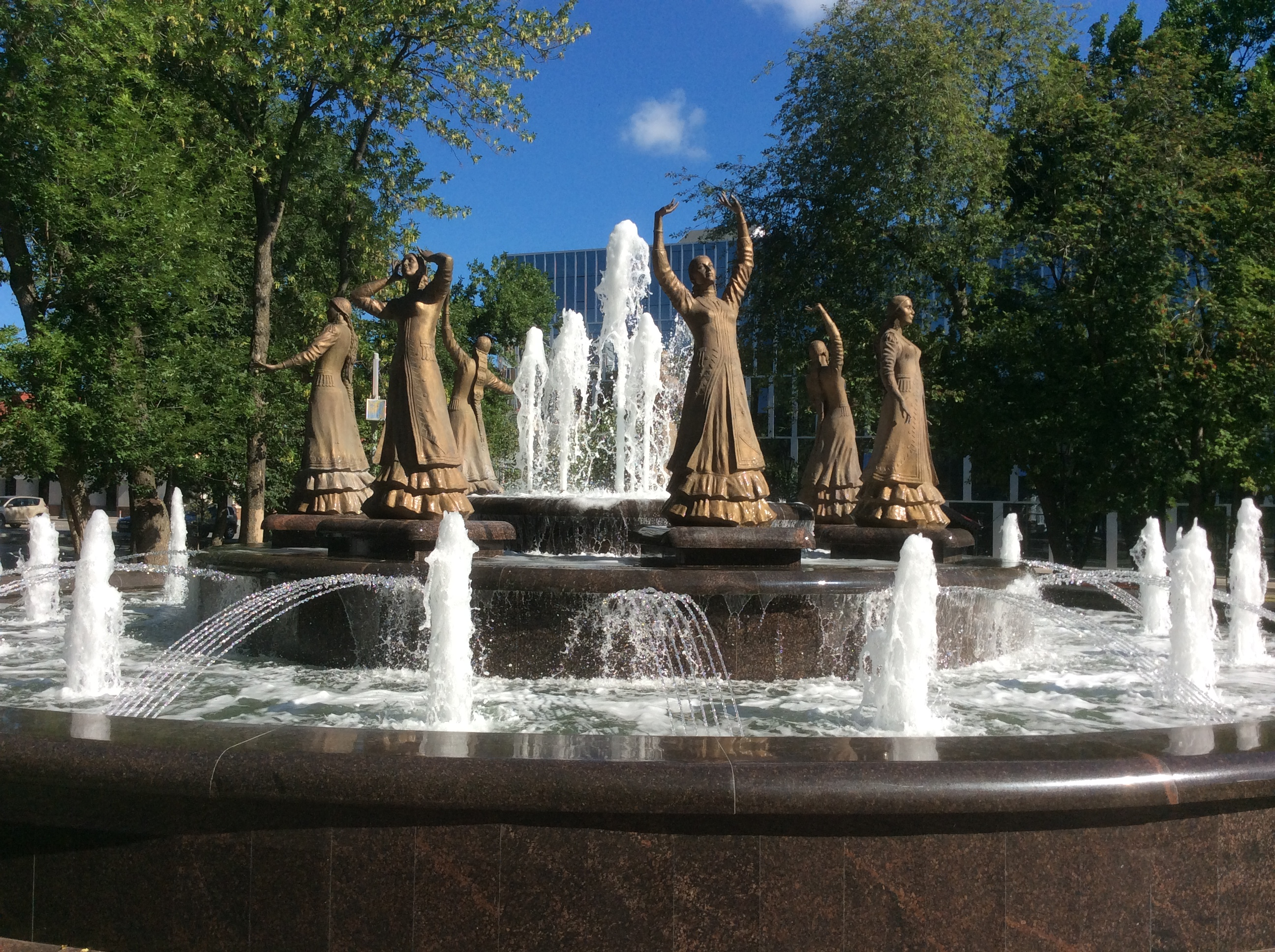
Фонтан «Семь девушек»
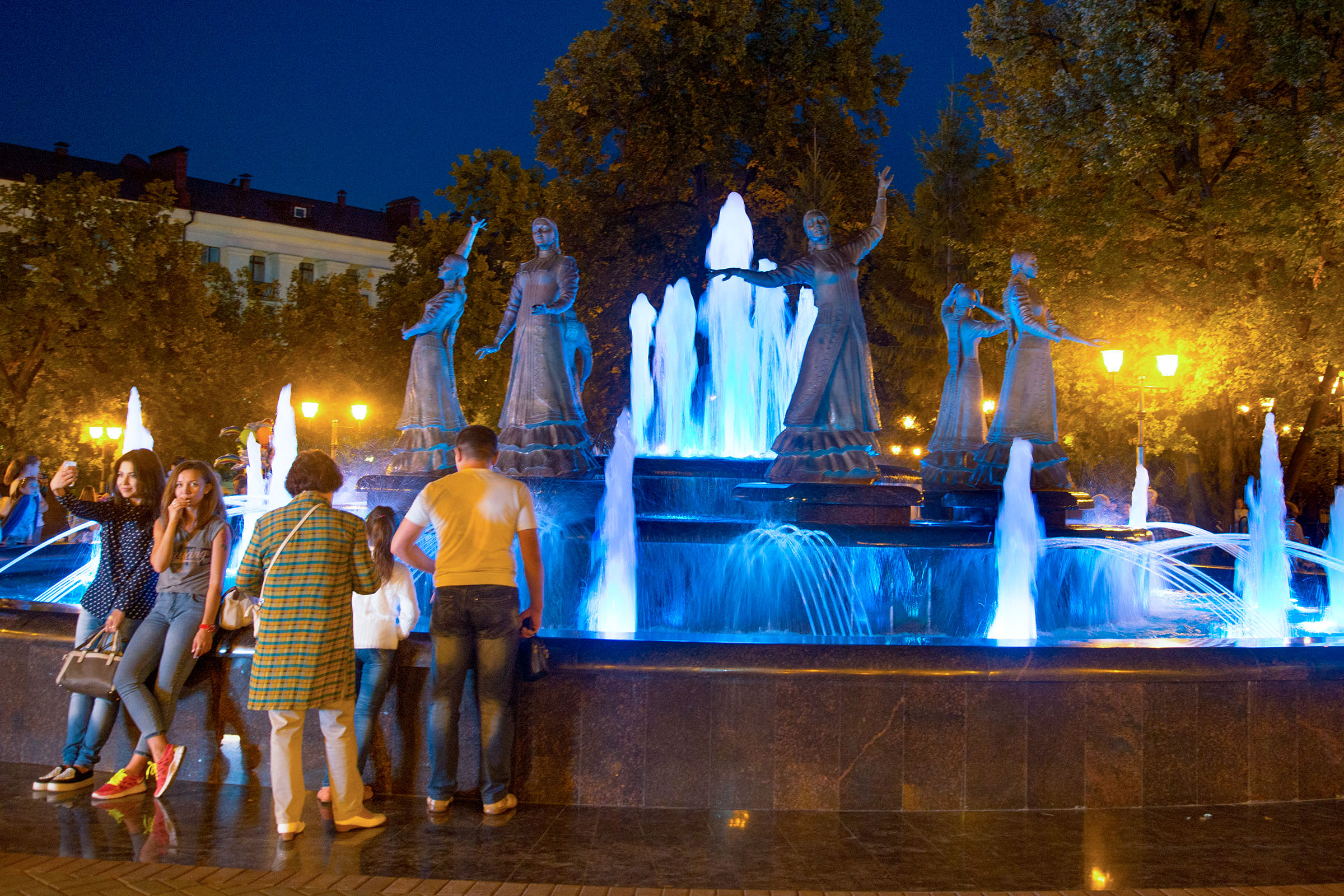
Фонтан «Семь девушек»